# Vlada Republike Slovenije
Vlada Republike Slovenije je organ izvršilne oblasti, hkrati pa je tudi najvišji organ državne uprave. Opravlja politično izvršilno in upravno funkcijo. Politično izvršilna funkcija pomeni, da izvaja politiko, ki jo z določilom določi državni zbor ter izvajanje zakonov in drugih predpisov, ki jih prej sprejme državni zbor. Vlada tako v skladu z ustavo, zakoni ter drugimi splošnimi akti državnega zbora usklajuje, usmerja in določa izvajanje politike države. V skladu s funkcijo najvišjega organa državne uprave pa izdaja predpise in sprejema pravne, ekonomske, politične, organizacijske, finančne in druge ukrepe, ki so potrebni pri razvoju držav in pri urejenosti razmer na področjih v pristojnosti države.  
Vlada predlaga državnemu zboru v sprejem zakone, nacionalne programe, državni proračun in druge splošne akte, s katerimi se določajo načelne in dolgoročne politične usmeritve za posamezna področja, ki so v pristojnosti države.
V zadevah EU vlada predstavlja in zastopa Republiko Slovenijo ter v institucijah EU uveljavlja njena stališča.

## Predsednik vlade
Predsednik vlade RS je voditelj in usmerjevalec vlade, skrbi za njeno politično in upravno usmeritev, usklajuje delo vseh ministrov in je sklicatelj ter voditelj njenih sej. Ministrom lahko daje obvezujoče napotke v zvezi z nalogami, ki narekujejo usmeritev vlade. V primeru, da minister meni, da napotki niso skladni z usmeritvijo vlade, lahko zahteva, da vlada ta vprašanja obravnava. Predsednik vlade lahko določi ministra, ki ga nadomešča med njegovo odsotnostjo oz. zadržanostjo, razen v primeru, ko se opravljajo naloge, ki zadevajo zaupnico vladi ali pa imenovanje in razrešitev ministrov.
Od 25. maja 2022 mesto predsednika vlade zaseda Robert Golob.

## Seznam vlad
- 1. vlada Republike Slovenije (16. maj 1990–14. maj 1992) - predsednik Lojze Peterle
- 2. vlada Republike Slovenije (14. maj 1992–25. januar 1993) - predsednik Janez Drnovšek
- 3. vlada Republike Slovenije (25. januar 1993–27. februar 1997) - predsednik Janez Drnovšek
- 4. vlada Republike Slovenije (27. februar 1997–7. junij 2000) - predsednik Janez Drnovšek
- 5. vlada Republike Slovenije (7. junij 2000–30. november 2000) - predsednik Andrej Bajuk
- 6. vlada Republike Slovenije (30. november 2000–19. december 2002) - predsednik Janez Drnovšek
- 7. vlada Republike Slovenije (19. december 2002–3. december 2004) - predsednik Tone Rop
- 8. vlada Republike Slovenije (3. december 2004–21. november 2008) - predsednik Janez Janša
- 9. vlada Republike Slovenije (21. november 2008–10. februar 2012) - predsednik Borut Pahor
- 10. vlada Republike Slovenije (10. februar 2012–20. marec 2013) - predsednik Janez Janša
- 11. vlada Republike Slovenije (20. marec 2013–18. september 2014) - predsednica Alenka Bratušek
- 12. vlada Republike Slovenije (18. september 2014–13. september 2018) - predsednik Miro Cerar ml.
- 13. vlada Republike Slovenije (13. september 2018–13. marec 2020) - predsednik Marjan Šarec
- 14. vlada Republike Slovenije (13. marec 2020–1. junij 2022) - predsednik Janez Janša
- 15. vlada Republike Slovenije (1. junij 2022–danes) - predsednik Robert Golob

## Organi vlade
- Generalni sekretariat Vlade Republike Slovenije
- Služba Vlade Republike Slovenije za zakonodajo
- Služba Vlade Republike Slovenije za evropske zadeve
- Služba Vlade Republike Slovenije za lokalno samoupravo in regionalno politiko
- Urad Vlade Republike Slovenije za komuniciranje
- Urad Vlade Republike Slovenije za enake možnosti
- Urad Vlade Republike Slovenije za verske skupnosti
- Urad Vlade Republike Slovenije za narodnosti
- Urad Vlade Republike Slovenije za makroekonomske analize in razvoj
- Statistični urad Republike Slovenije
- Slovenska obveščevalno-varnostna agencija
- Protokol Republike Slovenije
- Urad Vlade Republike Slovenije za varovanje tajnih podatkov
- Urad Vlade Republike Slovenije za Slovence v zamejstvu in po svetu
- Služba Vlade Republike Slovenije za razvoj